# Lozivka, Kozeatîn
Lozivka (în ucraineană Лозівка) este un sat în comuna Samhorodok din raionul Kozeatîn, regiunea Vinnița, Ucraina.

## Demografie
Componența lingvistică a localității Lozivka
     Ucraineană (99,36%)
     Alte limbi (0,32%)
Conform recensământului din 2001, majoritatea populației localității Lozivka era vorbitoare de ucraineană (99,36%), existând în minoritate și vorbitori de alte limbi.